# François de Cocqueville
 François de Cocqueville fut un capitaine protestant des guerres de religion françaises.

## Biographie
En 1560, François de Cocqueville participa à la conjuration d'Amboise qui avait pour but l'enlèvement du roi François II afin de le soustraire à l'influence des Guise. il fut parmi les rares qui en réchappèrent.
Avec les capitaines Vaillant et Saint-Amand, il combattit à la tête de bandes protestantes en Picardie :
- En 1567, il prit le château de Lucheux ;
- En 1568, à la tête d’une troupe de 2.500 hommes, il partit secourir les protestants des Pays-Bas, soumis à une dure répression du duc d’Albe[1].
- Il prit la ville de Saint-Valery-sur-Somme (1568), mais poursuivi par le gouverneur de Picardie Timoléon de Cossé, il s'y enferma avec Vaillant et Saint-Amand, 600 hommes d'armes et 200 chevaux mais Cossé investit la ville[2]. Le 18 juillet 1568 après le massacre de leurs gens, Cocqueville, Saint-Amand et Vaillant furent faits prisonniers, conduits à Paris, jugés, condamnés à mort et décapités[3],[4].